# Acacia bonariensis
Acacia bonariensis é uma espécie de leguminosa do gênero Acacia, pertencente à família Fabaceae.